# Stasera c'è Cattelan su Rai 2
Stasera c'è Cattelan su Rai 2 (o semplicemente Stasera c'è Cattelan) è un programma televisivo italiano di genere talk show e varietà condotto da Alessandro Cattelan, trasmesso in seconda serata dal 2022 al 2025 su Rai 2. Dal 2024 nasce il video podcast, spin-off della trasmissione, Stasera c'è Cattelan - Supernova.

## Il programma
Basato sul format della precedente trasmissione del conduttore, E poi c'è Cattelan (andata in onda dal 2014 al 2020 su Sky Uno), il programma si rifà allo stile dei late-night talk show statunitensi come The Late Show with Stephen Colbert e The Tonight Show Starring Jimmy Fallon, e vede principalmente Cattelan intervistare personaggi celebri (solitamente due o tre ospiti a puntata), coinvolti anche in gag, scene comiche e/o parodistiche.
In studio figurano le presenze fisse di Mike Lennon (fino alla terza edizione) e la house band degli Street Clerks.
Dal 28 ottobre 2024 nasce il podcast spin-off del programma.

## Edizioni
| Edizioni | Titolo                        | Conduzione          | Rete  | Periodo           | Periodo         | Puntate | Regia             | Studio                                                         | Studio                                                         |
| Edizioni | Titolo                        | Conduzione          | Rete  | Inizio            | Fine            | Puntate | Regia             | Studio                                                         | Studio                                                         |
| -------- | ----------------------------- | ------------------- | ----- | ----------------- | --------------- | ------- | ----------------- | -------------------------------------------------------------- | -------------------------------------------------------------- |
| 1ª       | Stasera c'è Cattelan su Rai 2 | Alessandro Cattelan | Rai 2 | 20 settembre 2022 | 27 ottobre 2022 | 18      | Cristian Biondani | Studio 1 del Centro di produzione Rai di Torino                | Studio M1 del Centro di produzione Rai di via Mecenate, Milano |
| 2ª       | Stasera c'è Cattelan su Rai 2 | Alessandro Cattelan | Rai 2 | 17 gennaio 2023   | 29 marzo 2023   | 30      | Cristian Biondani | Studio M1 del Centro di produzione Rai di via Mecenate, Milano | Studio M1 del Centro di produzione Rai di via Mecenate, Milano |
| 3ª       | Stasera c'è Cattelan su Rai 2 | Alessandro Cattelan | Rai 2 | 26 settembre 2023 | 25 ottobre 2023 | 10      | Cristian Biondani | Studio M1 del Centro di produzione Rai di via Mecenate, Milano | Studio M1 del Centro di produzione Rai di via Mecenate, Milano |
| 4ª       | Stasera c'è Cattelan su Rai 2 | Alessandro Cattelan | Rai 2 | 23 gennaio 2024   | 10 aprile 2024  | 22      | Cristian Biondani | Studio M1 del Centro di produzione Rai di via Mecenate, Milano | Studio M1 del Centro di produzione Rai di via Mecenate, Milano |
| 5ª       | Stasera c'è Cattelan su Rai 2 | Alessandro Cattelan | Rai 2 | 18 febbraio 2025  | 15 maggio 2025  | 10      | Cristian Biondani | Studio M1 del Centro di produzione Rai di via Mecenate, Milano | Studio M1 del Centro di produzione Rai di via Mecenate, Milano |

### Stasera c'è Cattelan - Supernova
| Edizioni | Conduzione          | Piattaforme | Piattaforme | Piattaforme   | Periodo         | Periodo  | Puntate | Regia |
| Edizioni | Conduzione          | Piattaforme | Piattaforme | Piattaforme   | Inizio          | Fine     | Puntate | Regia |
| -------- | ------------------- | ----------- | ----------- | ------------- | --------------- | -------- | ------- | ----- |
| 1ª       | Alessandro Cattelan | YouTube     | Spotify     | Apple Podcast | 28 ottobre 2024 | in corso | 64      | Oraz  |

## Puntate

### Prima edizione (estate-autunno 2022)
La prima edizione va in onda dal 20 settembre al 27 ottobre 2022 per diciotto puntate, trasmessa ad orario variabile in seconda serata su Rai 2, composta da un triplo appuntamento settimanale (martedì, mercoledì e giovedì). Ad ogni puntata segue Ancora cinque minuti su Rai 2, segmento finale della trasmissione, dalla durata variabile di 5-8 minuti circa.
Questa stagione è realizzata dapprima negli studi Rai di Torino, dalla prima alla nona puntata, e successivamente negli studi Rai di Milano, dalla decima alla diciottesima e ultima puntata.
| Puntata | Messa in onda     | Telespettatori | Share | Ospiti                                                                                          |
| ------- | ----------------- | -------------- | ----- | ----------------------------------------------------------------------------------------------- |
| 1       | 20 settembre 2022 | 476 000        | 4,1%  | Cristiano Malgioglio, Lele Adani, Bobo Vieri, Antonio Cassano, Nicola Ventola, Emanuela Fanelli |
| 2       | 21 settembre 2022 | 191 000        | 1,5%  | Ariete, Fabio Caressa, Luca Ravenna, Edoardo Ferrario                                           |
| 3       | 22 settembre 2022 | 340 000        | 2,9%  | Gianmarco Pozzecco, Lazza                                                                       |
| 4       | 27 settembre 2022 | 304 000        | 3,2%  | Elodie, Francesca Fagnani                                                                       |
| 5       | 28 settembre 2022 | 390 000        | 4%    | Michela Giraud, Valerio Mastandrea                                                              |
| 6       | 29 settembre 2022 | 205 000        | 1,6%  | Daniele De Rossi, Lilian Thuram                                                                 |
| 7       | 4 ottobre 2022    | 248 000        | 2,6%  | Francesca Michielin, Zerocalcare                                                                |
| 8       | 5 ottobre 2022    | 310 000        | 2,9%  | Francesco Bagnaia, Manuel Agnelli                                                               |
| 9       | 6 ottobre 2022    | 185 000        | 2,2%  | Annalisa, Ludovico Tersigni, Eugenio in Via Di Gioia                                            |
| 10      | 11 ottobre 2022   | 301 000        | 3,2%  | Marco Mengoni, Dario Bressanini                                                                 |
| 11      | 12 ottobre 2022   | 392 000        | 3,9%  | Maccio Capatonda, Giorgio Panariello                                                            |
| 12      | 13 ottobre 2022   | 351 000        | 3,7%  | Milly Carlucci, rappresentanti dell'AGPD                                                        |
| 13      | 18 ottobre 2022   | 266 000        | 4,3%  | Serena Rossi, Tananai                                                                           |
| 14      | 19 ottobre 2022   | 351 000        | 4,5%  | Pinguini Tattici Nucleari, Frank Matano                                                         |
| 15      | 20 ottobre 2022   | 450 000        | 4,2%  | Antonella Clerici, Francesco Costa, Pierluigi Pardo                                             |
| 16      | 25 ottobre 2022   | 268 000        | 3,9%  | Dargen D'Amico, Salvatore Esposito                                                              |
| 17      | 26 ottobre 2022   | 240 000        | 3,5%  | Giorgia, Nuzzo e Di Biase                                                                       |
| 18      | 27 ottobre 2022   | 136 000        | 2,2%  | Valerio Lundini, Carlo Conti, cast di Boris                                                     |
| Media   | Media             | 300 000        | 3,24% |                                                                                                 |

### Seconda edizione (inverno-primavera 2023)
La seconda edizione è andata in onda dal 17 gennaio al 30 marzo 2023 per trenta puntate, trasmessa in orario variabile in seconda serata su Rai 2. Anch'essa è suddivisa in tre appuntamenti settimanali consecutivi (martedì, mercoledì e giovedì) e succeduta dal segmento finale Ancora cinque minuti su Rai 2.
Dal 7 al 9 febbraio in occasione del 73º Festival di Sanremo, dal 4 al 6 aprile subito dopo la fine delle puntate ordinarie e dal 18 al 20 aprile, il programma è andato in onda con tre blocchi di tre puntate contenenti il meglio dell'edizione.
Questa stagione è stata interamente realizzata presso lo studio M1 del centro di produzione Rai di Milano.
| Puntata   | Messa in onda    | Telespettatori | Share | Ospiti                                                                                        |
| --------- | ---------------- | -------------- | ----- | --------------------------------------------------------------------------------------------- |
| 1         | 17 gennaio 2023  | 597 000        | 9,03% | Fiorello, Cecilia Sala                                                                        |
| 2         | 18 gennaio 2023  | 433 000        | 4,83% | Ezio Greggio, Stefano Nazzi                                                                   |
| 3         | 19 gennaio 2023  | 311 000        | 3,49% | Clementino, Cristina Fogazzi, La Sad                                                          |
| 4         | 24 gennaio 2023  | 463 000        | 6,84% | Daniele Bossari, Marco Belinelli                                                              |
| 5         | 25 gennaio 2023  | 442 000        | 4,42% | Benedetta Rossi, Pablo Trincia                                                                |
| 6         | 26 gennaio 2023  | 322 000        | 2,97% | Maurizio Lastrico, Marco Cappato                                                              |
| 7         | 31 gennaio 2023  | 385 000        | 6,29% | Guè, Pierpaolo Spollon, Naska                                                                 |
| 8         | 1º febbraio 2023 | 534 000        | 5,03% | Fedez, Gialappa's Band, Marco Giallini                                                        |
| 9         | 2 febbraio 2023  | 359 000        | 2,73% | Ricchi e Poveri, Elettra Lamborghini, Fabrizio Romano                                         |
| 10        | 14 febbraio 2023 | 390 000        | 6,81% | Coma Cose, Elettra Lamborghini, Nicolas Maupas, Massimiliano Caiazzo                          |
| 11        | 15 febbraio 2023 | 479 000        | 5,45% | Lazza, Marisa Laurito, Sandra Milo, Mara Maionchi, Matilda De Angelis                         |
| 12        | 16 febbraio 2023 | 247 000        | 3,43% | Serena Dandini, Elisabetta Canalis, Tutti Fenomeni                                            |
| 13        | 21 febbraio 2023 | 430 000        | 5,56% | Marco Mengoni, Anna Dello Russo                                                               |
| 14        | 22 febbraio 2023 | 359 000        | 4,70% | Ornella Vanoni, Levante, Fabio Rovazzi                                                        |
| 15        | 23 febbraio 2023 | 407 000        | 3,48% | Gianluca Grignani, Pilar Fogliati, Gianmaria                                                  |
| 16        | 28 febbraio 2023 | 440 000        | 4,55% | Geppi Cucciari, Articolo 31                                                                   |
| 17        | 1º marzo 2023    | 469 000        | 6,34% | Sydney Sibilia, Paola & Chiara                                                                |
| 18        | 2 marzo 2023     | 315 000        | 3,47% | Mr. Rain, Aldo Cazzullo, Luigi Datome, Micah P. Hinson                                        |
| 19        | 7 marzo 2023     | 499 000        | 5,83% | Lino Guanciale, Sangiovanni, Edoardo Franco                                                   |
| 20        | 8 marzo 2023     | 340 000        | 5,01% | Anna Foglietta, The Pills, Olly, Paola Turci                                                  |
| 21        | 9 marzo 2023     | 381 000        | 3,35% | Pierfrancesco Favino, Filippo Tortu, Stefano Rapone                                           |
| 22        | 14 marzo 2023    | 660 000        | 6,42% | Alessandra Celentano, Colapesce Dimartino                                                     |
| 23        | 15 marzo 2023    | 353 000        | 4,88% | Edoardo Leo, Davide Calabria, Lorenzo Biagiarelli, The Pills                                  |
| 24        | 16 marzo 2023    | 362 000        | 3,38% | Francesco Arca, Arturo Muselli, Fabio Balsamo, Loretta Goggi, Adam Green e Francesco Mandelli |
| 25        | 21 marzo 2023    | 551 000        | 7,58% | Elly Schlein, Alessandro Borghi, Luigi Lo Cascio, Baustelle                                   |
| 26        | 22 marzo 2023    | 427 000        | 6,10% | Francesca Michielin, Max Biaggi, Edoardo Franco, The Pills                                    |
| 27        | 23 marzo 2023    | 451 000        | 4,87% | Claudio Santamaria, Linus, Nicola Savino, Matteo Curti                                        |
| 28        | 28 marzo 2023    | 420 000        | 6,74% | Paola Perego, Gabriele Corsi, Diodato                                                         |
| 29        | 29 marzo 2023    | 383 000        | 3,72% | Sabrina Salerno, Tommaso Paradiso, The Pills, Giovanni Toscano                                |
| 30        | 30 marzo 2023    | 292 000        | 3,77% | Fabrizio Biggio e Francesco Mandelli, Alessandro Barbero, Beatrice Grannò                     |
| Media     | Media            | 417 000        | 5,04% |                                                                                               |
| Il meglio | 7 febbraio 2023  | 153 000        | 0,94% | –                                                                                             |
| Il meglio | 8 febbraio 2023  | 118 000        | 0,80% | –                                                                                             |
| Il meglio | 9 febbraio 2023  | 147 000        | 0,92% | –                                                                                             |
| Il meglio |                  |                |       | –                                                                                             |
| Il meglio | 4 aprile 2023    | 340 000        | 6,12% | –                                                                                             |
| Il meglio | 5 aprile 2023    | 465 000        | 5,12% | –                                                                                             |
| Il meglio | 6 aprile 2023    | 314 000        | 3,40% | –                                                                                             |
| Il meglio |                  |                |       | –                                                                                             |
| Il meglio | 18 aprile 2023   | 292 000        | 5,00% | –                                                                                             |
| Il meglio | 19 aprile 2023   | 443 000        | 3,85% | –                                                                                             |
| Il meglio | 20 aprile 2023   | 277 000        | 2,20% | –                                                                                             |

### Terza edizione (autunno 2023)
La terza edizione è andata in onda dal 26 settembre al 25 ottobre 2023 per dieci puntate, sempre in orario variabile in seconda serata su Rai 2. Da questa edizione il programma si articola in due appuntamenti settimanali consecutivi (martedì e mercoledì, ad eccezione della sesta puntata che è andata in onda di giovedì).
Anch'essa è interamente realizzata presso lo studio M1 del centro di produzione Rai di Milano.
| Puntata | Messa in onda     | Telespettatori | Share | Ospiti                                                                                       |
| ------- | ----------------- | -------------- | ----- | -------------------------------------------------------------------------------------------- |
| 1       | 26 settembre 2023 | 555 000        | 8,32% | Annalisa, Tedua, Cecilia Sala                                                                |
| 2       | 27 settembre 2023 | 205 000        | 4,24% | Max Giusti, Alberto Rimedio, Paolo Crepet, Giorgia Fumo, Tommaso Cassissa                    |
| 3       | 3 ottobre 2023    | 445 000        | 5,87% | Maria Chiara Giannetta, Mauro Repetto, Angelina Mango                                        |
| 4       | 4 ottobre 2023    | 241 000        | 2,21% | Matteo Garrone, Claudia Gerini, Fru dei The Jackal, Luca Ravenna                             |
| 5       | 10 ottobre 2023   | 444 000        | 6,08% | Kim Rossi Stuart, Coez e Frah Quintale, Andrea Delogu, Daniele Lavia, Alessandro Michieletto |
| 6       | 12 ottobre 2023   | 190 000        | 3,02% | Claudio Bisio, Stash, Luca Ravenna, Serena Bortone                                           |
| 7       | 17 ottobre 2023   | 424 000        | 5,90% | Arisa, Tropico, Sigfrido Ranucci                                                             |
| 8       | 18 ottobre 2023   | 259 000        | 4,38% | James Blunt, Alessia Marcuzzi, Federico Dimarco, Paolo Crepet                                |
| 9       | 24 ottobre 2023   | 228 000        | 4,12% | David LaChapelle, Fabio De Luigi, Paolo Cognetti                                             |
| 10      | 25 ottobre 2023   | 314 000        | 3,46% | Emma, Emanuela Fanelli, Gianmarco Tamberi, Robbie Williams                                   |
| Media   | Media             | 330 500        | 4,76% |                                                                                              |

### Quarta edizione (inverno-primavera 2024)
La quarta edizione è andata in onda dal 23 gennaio al 10 aprile 2024 per ventidue puntate, sempre in orario variabile in seconda serata su Rai 2.
A differenza della seconda edizione, nelle serate del 74º Festival di Sanremo il programma non è andato in onda.
| Puntata | Messa in onda    | Telespettatori | Share | Ospiti                                                                                         |
| ------- | ---------------- | -------------- | ----- | ---------------------------------------------------------------------------------------------- |
| 1       | 23 gennaio 2024  | 415 000        | 5,44% | Willem Dafoe, Fabrizio Biggio e Francesco Mandelli, Subsonica, Marco Travaglio                 |
| 2       | 24 gennaio 2024  | 329 000        | 3,03% | Pietro Castellitto, Rocco Siffredi, Rosa Caracciolo, Lorenzo Tano, Leonardo Tano, Giorgia Fumo |
| 3       | 30 gennaio 2024  | 435 000        | 5,87% | Francesca Michielin, Giorgio Chiellini, Elisa De Marco                                         |
| 4       | 31 gennaio 2024  | 384 000        | 4,00% | Javier Zanetti, Alba Parietti, Pino Insegno, Vasco Brondi                                      |
| 5       | 13 febbraio 2024 | 347 000        | 5,00% | Geppi Cucciari, La Sad, Valentina Nappi                                                        |
| 6       | 14 febbraio 2024 | 427 000        | 5,87% | Angelina Mango, Massimiliano Caiazzo, Turbopaolo                                               |
| 7       | 20 febbraio 2024 | 282 000        | 3,98% | Stefano Accorsi, Candace Bushnell, Gazzelle                                                    |
| 8       | 21 febbraio 2024 | 372 000        | 4,73% | Diodato, Fabri Fibra, New Martina, Sylvester Stallone                                          |
| 9       | 27 febbraio 2024 | 375 000        | 5,80% | Katia Follesa, Angelo Pintus, Rose Villain, Edoardo Prati                                      |
| 10      | 28 febbraio 2024 | 242 000        | 2,93% | Fiorella Mannoia, Antonino Cannavacciuolo, Bnkr44                                              |
| 11      | 5 marzo 2024     | 354 000        | 5,67% | BigMama, Riccardo Scamarcio, Gabry Ponte                                                       |
| 12      | 6 marzo 2024     | 305 000        | 4,64% | Alessandro Borghi, Valerio Mastandrea, Chiara Martegiani, Chiara Galiazzo, I Desideri          |
| 13      | 12 marzo 2024    | 243 000        | 3,90% | Santi Francesi, Aurora Leone, Dorothea Wierer                                                  |
| 14      | 13 marzo 2024    | 405 000        | 6,41% | Alessandra Amoroso, Matteo Paolillo, Ida Di Filippo, Mariana D'Amico, Gianluca Torre           |
| 15      | 19 marzo 2024    | 387 000        | 6,20% | Il Volo, Pierpaolo Spollon, Francesco Costa, Cosmo                                             |
| 16      | 20 marzo 2024    | 426 000        | 3,90% | Luca Bizzarri, Diletta Leotta, Francesco De Carlo                                              |
| 17      | 26 marzo 2024    | 370 000        | 6,06% | Nek, Linus, Vincenzo Schettini, Edoardo Ferrario, Alessio Spirito                              |
| 18      | 27 marzo 2024    | 429 000        | 4,55% | Dargen D'Amico, Gianluigi Buffon, Gigi e Ross                                                  |
| 19      | 2 aprile 2024    | 548 000        | 8,02% | Tony Effe, Elisabetta Gregoraci, Monica Maggioni                                               |
| 20      | 3 aprile 2024    | 355 000        | 4,68% | Tananai, Melissa Satta, Stefano Nazzi, Giorgia Fumo                                            |
| 21      | 9 aprile 2024    | 562 000        | 7,80% | Daria Bignardi, Rocco Hunt, Rhove                                                              |
| 22      | 10 aprile 2024   | 346 000        | 5,46% | Emis Killa, Belén Rodríguez, Marco Los, Matto Varini                                           |
| Media   | Media            | 379 000        | 5,17% |                                                                                                |

### Quinta edizione (inverno-primavera 2025)
La quinta edizione è andata in onda dal 18 febbraio al 15 maggio 2025 per dieci puntate, sempre in orario variabile in seconda serata su Rai 2. Da quest'edizione il programma va in onda con un solo appuntamento settimanale, collocato il martedì (ad eccezione dell'ultima puntata che è andata in onda di giovedì).
| Puntata | Messa in onda    | Telespettatori | Share  | Ospiti                                                                               |
| ------- | ---------------- | -------------- | ------ | ------------------------------------------------------------------------------------ |
| 1       | 18 febbraio 2025 | 452 000        | 10,15% | Olly, Emis Killa, Valeria Golino e Tecla Insolia                                     |
| 2       | 25 febbraio 2025 | 475 000        | 9,70%  | Miriam Leone, Rkomi                                                                  |
| 3       | 4 marzo 2025     | 459 000        | 9,70%  | Coma Cose, Tony Effe, Deva Cassel, Benedetta Porcaroli, Costantino della Gherardesca |
| 4       | 11 marzo 2025    | 474 000        | 10,10% | Gaia, Marco Masini, Andrea Scanzi                                                    |
| 5       | 18 marzo 2025    | 535 000        | 11,00% | Francesco Gabbani, Paola Egonu, Paolo Fox                                            |
| 6       | 25 marzo 2025    | 461 000        | 10,20% | Lucio Corsi, Tommaso Ottomano, Niccolò Fabi, Max Gazzè, Daniele Silvestri, Guè       |
| 7       | 1° aprile 2025   | 588 000        | 12,40% | Tananai, The Kolors, Mattia Furlani                                                  |
| 8       | 8 aprile 2025    | 499 000        | 10,90% | Coez, Matilda De Angelis, Luca Zingaretti                                            |
| 9       | 15 aprile 2025   | 260 000        | 4,90%  | The Kolors, Shablo, Tommy Cash                                                       |
| 10      | 15 maggio 2025   | 710 000        | 8,50%  | Sangiovanni, Ambra Angiolini, Manuel Agnelli                                         |
| Media   | Media            | 491 000        | 9,75%  |                                                                                      |

## Spin-off

### Stasera c'è Cattelan - Supernova (2024-2025)
Dal 28 ottobre 2024 il programma propone una versione podcast, sempre con la conduzione di Alessandro Cattelan, con puntate pubblicate a cadenza settimanale o bisettimanale sul canale YouTube e su Spotify.
La diciassettesima, la diciottesima e la ventinovesima puntata non si sono svolte nel canonico studio del podcast, ma rispettivamente in un teatro con il pubblico in sala, in una camera d'albergo e a Los Angeles.
| Puntata | Messa in onda    | Ospiti                                | Canzone associata                                                           |
| ------- | ---------------- | ------------------------------------- | --------------------------------------------------------------------------- |
| 1       | 28 ottobre 2024  | Myriam Sylla e Alessia Orro           | 30°C di Anna                                                                |
| 2       | 31 ottobre 2024  | Pierpaolo Spollon                     | Carbonara degli Spliff                                                      |
| 3       | 4 novembre 2024  | Thomas Ceccon                         | Sweet Dreams (Are Made of This)#Cover di Marilyn Manson di Marilyn Manson   |
| 4       | 7 novembre 2024  | Benji & Fede                          | Amici come prima di Paola & Chiara                                          |
| 5       | 11 novembre 2024 | Giuseppe Cruciani                     | Ring of Fire di Johnny Cash                                                 |
| 6       | 14 novembre 2024 | Luca Argentero                        | Crying at the Discoteque degli Alcazar                                      |
| 7       | 18 novembre 2024 | Brunori Sas                           | La prova del cuoco degli FSK Satellite                                      |
| 8       | 21 novembre 2024 | Elia Nuzzolo e Matteo Oscar Giuggioli | Con un deca degli 883                                                       |
| 9       | 25 novembre 2024 | Selvaggia Lucarelli                   | Wild Thing dei Tom Petty and the Heartbreakers                              |
| 10      | 28 novembre 2024 | ZW Jackson                            | Il Vitello dai piedi di balsa degli Elio e le Storie Tese                   |
| 11      | 2 dicembre 2024  | Alessandro Borghi                     | Gin Tonic di MadMan feat. Naska                                             |
| 12      | 5 dicembre 2024  | Frank Matano                          | Don't Speak dei No Doubt                                                    |
| 13      | 9 dicembre 2024  | Filippo Tortu                         | Pensiero stupendo di Patty Pravo                                            |
| 14      | 12 dicembre 2024 | Leonardo Nascimento de Araújo         | Bad Guy di Billie Eilish                                                    |
| 15      | 16 dicembre 2024 | Fabrizio Romano                       | Diavolo rosso di Paolo Conte                                                |
| 16      | 19 dicembre 2024 | Panda Boi                             | True Love Ways di Buddy Holly                                               |
| 17      | 23 dicembre 2024 | Sara Errani                           | Hello di Martin Solveig e Dragonette                                        |
| 18      | 30 dicembre 2024 | Robbie Williams                       | Me and my monkey di Robbie Williams                                         |
| 19      | 13 gennaio 2025  | Gigi D'Agostino                       | My Way di Frank Sinatra                                                     |
| 20      | 20 gennaio 2025  | Toni Servillo                         | House of Cards dei Radiohead                                                |
| 21      | 27 gennaio 2025  | Marco Giallini                        | Wedding Dress di Mark Lanegan                                               |
| 22      | 30 gennaio 2025  | Elettra Lamborghini                   | Sincero di Bugo e Morgan                                                    |
| 23      | 3 febbraio 2025  | Carlo Conti                           | Andiamo a Sanremo di Fabri Fibra                                            |
| 24      | 6 febbraio 2025  | Riccardo Zanotti                      | Cowboys from Hell dei Pantera                                               |
| 25      | 10 febbraio 2025 | Cecilia Sala                          | Caramelle della Dark Polo Gang                                              |
| 26      | 13 febbraio 2025 | Katia Follesa                         | Viva la vida di Roy Paci                                                    |
| 27      | 20 febbraio 2025 | Paola Iezzi                           | Dangerous di Michael Jackson                                                |
| 28      | 27 febbraio 2025 | Claudia Pandolfi                      | Paper Planes di M.I.A.                                                      |
| 29      | 6 marzo 2025     | Damiano David                         | (I Can't Get No) Satisfaction dei The Rolling Stones                        |
| 30      | 13 marzo 2025    | Eleazaro Rossi                        | Supergiovane degli Elio e le Storie Tese                                    |
| 31      | 20 marzo 2025    | Aldo Cazzullo                         | Piazza Grande di Lucio Dalla                                                |
| 32      | 27 marzo 2025    | Valerio Mastandrea                    | Time to Pretend di MGMT                                                     |
| 33      | 3 aprile 2025    | Alessandro Bastoni                    | We Are Family delle Sister Sledge                                           |
| 34      | 10 aprile 2025   | Giorgia                               | Miserere di Zucchero                                                        |
| 35      | 14 aprile 2025   | Greta Scarano e Matilda De Angelis    | We Are Your Friends dei Justice                                             |
| 36      | 17 aprile 2025   | Nicolas Maupas                        | Cool Guys Don't Look at Explosions dei The Lonely Island                    |
| 37      | 24 aprile 2025   | Luca Guadagnino                       | All Apologies cantata da Sinéad O'Connor                                    |
| 38      | 28 aprile 2025   | Luciano Ligabue                       | Libiamo ne' lieti calici cantata da Luciano Pavarotti                       |
| 39      | 5 maggio 2025    | Elio e Faso                           | Il barbiere di Siviglia: Largo al factotum della città di Gioachino Rossini |
| 40      | 8 maggio 2025    | Salmo                                 | Django Unchained – Main Theme                                               |
| 41      | 12 maggio 2025   | Luca Marinelli e Alissa Jung          | 99 Luftballons di Nena                                                      |
| 42      | 15 maggio 2025   | Roberto Saviano                       | Lecca lecca di Gigione                                                      |
| 43      | 19 maggio 2025   | Sara Curtis                           | All the Stars di Kendrick Lamar e SZA                                       |
| 44      | 22 maggio 2025   | Matteo Lancini                        | Il bombarolo di Fabrizio De André                                           |
| 45      | 26 maggio 2025   | Andrea Iannone                        | Fast life di Guè, Dj Harsh, North of Loreto                                 |
| 46      | 29 maggio 2025   | Luca Ravenna                          | You'll Never Walk Alone di Gerry and the Pacemakers                         |
| 47      | 2 giugno 2025    | Rkomi                                 | Via Attilio Regolo di Rkomi feat Bresh & Tedua                              |
| 48      | 5 giugno 2025    | Fabio Rovazzi                         | Dreadlock Holiday dei 10cc                                                  |
| 49      | 9 giugno 2025    | Manuel Agnelli                        | Mmh ha ha ha di Young Signorino                                             |
| 50      | 12 giugno 2025   | Roberto De Zerbi                      | Liberi...liberi di Vasco Rossi                                              |
| 51      | 16 giugno 2025   | Bresh                                 | Creuza de mä di Fabrizio De André                                           |
| 52      | 19 giugno 2025   | Fabio Caressa                         | Seven Nation Army di The White Stripes                                      |
| 53      | 23 giugno 2025   | Sangiovanni                           | Gloria di Umberto Tozzi                                                     |
| 54      | 26 giugno 2025   | Stefania Andreoli                     | Adam's Song dei Blink-182                                                   |
| 55      | 30 giugno 2025   | Gabriele Vagnato                      | Giorno e notte di Eman                                                      |
| 56      | 3 luglio 2025    | Fabri Fibra                           | L'avvelenata di Francesco Guccini                                           |
| 57      | 7 luglio 2025    | Alessandro Matri                      | Balliamo sul mondo di Ligabue                                               |
| 58      | 10 luglio 2025   | Antonella Clerici                     | Viva la Rai di Renato Zero                                                  |
| 59      | 14 luglio 2025   | Concita De Gregorio                   | In the modern world dei Fontaines D.C.                                      |
| 60      | 21 luglio 2025   | Lama Michel Rinpoche                  | Just Breathe dei Pearl Jam                                                  |
| 61      | 28 luglio 2025   | Gianmarco Zagato e Nicole Pallado     | Gasolina di Daddy Yankee                                                    |
| 62      | 4 agosto 2025    | Giulia Stabile                        | Fame di Irene Cara                                                          |
| 63      | 11 agosto 2025   | Luca Parmitano                        | To the Moon and Back dei Savage Garden                                      |
| 64      | 18 agosto 2025   | Nicola Donti                          | Lucky Man dei The Verve                                                     |

## Ascolti
| Edizione | Rete televisiva | Anno | Stagione          | Programmazione | Programmazione | Programmazione | Programmazione | Programmazione | Programmazione | Programmazione | Collocazione   | Media ascolti  | Media ascolti |
| Edizione | Rete televisiva | Anno | Stagione          | L              | M              | M              | G              | V              | S              | D              | Collocazione   | Telespettatori | Share         |
| -------- | --------------- | ---- | ----------------- | -------------- | -------------- | -------------- | -------------- | -------------- | -------------- | -------------- | -------------- | -------------- | ------------- |
| 1ª       | Rai 2           | 2022 | autunno           |                |                |                |                |                |                |                | seconda serata | 300 000        | 3,24%         |
| 2ª       | Rai 2           | 2023 | inverno-primavera | 417 000        | 5,04%          |                |                |                |                |                | seconda serata |                |               |
| 3ª       | Rai 2           | 2023 | autunno           | 330 500        | 4,76%          |                |                |                |                |                | seconda serata |                |               |
| 4ª       | Rai 2           | 2024 | inverno-primavera | 379 000        | 5,17%          |                |                |                |                |                | seconda serata |                |               |
| 5ª       | Rai 2           | 2025 | inverno-primavera |                | 491 000        | 9,75%          |                |                |                |                | seconda serata |                |               |

## Sigla
La sigla del programma viene suonata dagli Street Clerks. Per la prima edizione, viene scelta come sigla d'apertura Hey Boy Hey Girl dei The Chemical Brothers. La canzone in questione è stata utilizzata anche come sigla per la prima edizione di E poi c'è Cattelan, precedente late show di Cattelan andato in onda su Sky. Dalla seconda edizione è utilizzata una sigla apposita, eseguita sempre dagli Street Clerks.

## Presunta cancellazione del programma
Secondo una serie di indiscrezioni, a seguito dei pessimi ascolti registrati nella puntata del 15 aprile 2025, la Rai aveva deciso di sospendere la produzione del programma, cancellandolo dai palinsesti di Rai 2. Tale decisione era stata attribuita ad una combinazione del calo di ascolti (non più trainati dal programma condotto da Stefano De Martino, Stasera Tutto è Possibile, concluso una settimana prima rispetto alla puntata 9 del 2025 e principale fonte degli alti ascolti in seconda serata del programma di Cattelan) e degli elevati costi di produzione. Sebbene il programma sia scomparso dai palinsesti per un periodo limitato, a partire dal 21 aprile 2025, la Rai non ha dato seguito alle indiscrezioni. Il programma, infatti, è andato in onda il 15 maggio 2025 con l'ultima puntata della quinta edizione; tale puntata è andata in onda nella stessa serata in cui si è svolta la seconda semifinale dell'Eurovision Song Contest 2025, confermando la tendenza dell'emittente ad associare la trasmissione con un programma in prima serata ad alto volume di ascolti.